# Liste des courts métrages éducatifs produits par les Studios Disney
Les Studios Disney ont produit plusieurs séries d'animations mais aussi des courts métrages éducatifs. Le catalogue est géré depuis 1969 par la société Walt Disney Educational Productions.

## Les séries
Les séries les plus notables sont :
- Jiminy Cricket présente : Je ne suis pas fou (I'm No Fool) (1955-1956), série avec Jiminy Cricket
- You (1956-1958), série avec Jiminy Cricket
- Upjohn's Triangle of Health (1968-1969 et 1992), deux séries de quatre courts métrages sur la santé[1]
- What Should I Do?, deux séries sur les décisions à prendre dans certains cas, la première de cinq courts métrages réalisés en 1969-1970 et une seconde de six courts métrages reprenant partiellement la première série et réalisés en août 1992[2]
- History Alive! (1972), cinq courts métrages sur l'histoire[3]
- Questions!/Answers? (1975-1976), avec des extraits de longs métrages en prises de vues réelles
- The People on Market Street (septembre 1977) sept courts métrages produits par Terry Kahn pour illustrer les concepts économiques de coût[4]
- A Lesson In (1978 et 1981), plusieurs courts métrages reprenant des extraits de longs métrages d'animation pour illustrer des thèmes sociaux
- Eyewitness to History (septembre 1978), trois films abordant les faits du siècle au travers d'archives de journaux cinématographiques[5].
- The National Student Test (septembre 1979), cinq films sur la sécurité de manière humoristique[6]
- Fit to be You (1980)[7]
- The Nick Price Story of Non-Manipulative Selling (1981)
- Fitness for Living: (septembre 1982), trois films sur le fitness[8]
- Fun to Be Fit (mars 1983), trois films sur la santé par le sport[9]
- Skills for a New Technology: What a Kid Needs to Know Today (septembre 1983)
- Fitness and Me, (mars 1984), série de trois films sur le fitness[8]
- The Challenge of Survival (1984), trois films sur la protection de la nature[10].
- Destination… sur les innovations et le futur (septembre 1984)[11]
- EPCOT Educationnal Media Collection, importante série à partir de 1987
- Mickey's Field Trips (à partir de 1987)
- Goofy's Field Trips (août 1989), trois films sur les loisirs de Dingo[12]
- Mickey's Safety Club (septembre 1989)
- Songs for Us (septembre 1989)
- Think It Through with Winnie the Pooh (septembre 1989)
- Wonders of Life (septembre 1990)
- DARE to Care (1991-1993) sur la prévention contre les drogues[13]

## Années 1950

### 1952
- History of Aviation (décembre 1952), extrait de la séquence humoristique du film Victoire dans les airs sur l'histoire de l'aviation depuis les frères Wright jusqu'à la Seconde Guerre mondiale[3].

### 1956
- The Nature of Things
- Les Accidents ménagers (How to Have an Accident in the Home)
- You and Your Five Senses (mai 1956, mis à jour le 23 août 1990) réalisé pour l'émission Mickey Mouse Club puis distribué au format 16 mm dans les écoles. Jiminy Cricket explique le fonctionnement des cinq sens[14]
- You the Human Animal (mai 1956, mis à jour le 23 août 1990) réalisé pour l'émission Mickey Mouse Club puis distribué au format 16 mm dans les écoles. Jiminy Cricket explique la particularité humaine de la pensée et du raisonnement[15]

### 1957
- You and Your Ears (mai 1957, mis à jour en mars 1990) réalisé pour l'émission Mickey Mouse Club puis distribué au format 16 mm dans les écoles. Jiminy Cricket explique le fonctionnement des sens[14]
- You and Your Eyes (mai 1957, mis à jour en mars 1990) réalisé pour l'émission Mickey Mouse Club puis distribué au format 16 mm dans les écoles. Jiminy Cricket explique le fonctionnement des yeux[14]

### 1958
- You and Your Food (décembre 1958, mis à jour le 23 août 1990) réalisé pour l'émission Mickey Mouse Club puis distribué au format 16 mm dans les écoles. Jiminy Cricket explique le fonctionnement de l'alimentation[14].
- You the Living Machine (décembre 1958, mis à jour le 23 août 1990) réalisé pour l'émission Mickey Mouse Club puis distribué au format 16 mm dans les écoles. Jiminy Cricket explique la transformation de la nourriture en énergie[15].

### 1959
- Donald au pays des mathémagiques (Donald in Mathmagicland)
- Un accident est vite arrivé (How to Have an Accident at Work)

## Années 1960

### 1960
- Secrets of the Ant and Insect World (septembre 1960), sur le monde des fourmis et insectes, comprend des extraits de la True-Life Adventures Les Secrets de la vie (1956)[16]
- Secrets of the Bee World (septembre 1960), sur le monde des abeilles, comprend des extraits d'un épisode de True-Life Adventures, Les Secrets de la vie (1956)[16]
- Secrets of the Plant World (septembre 1960), sur le monde des plantes, comprend des extraits d'un épisode de True-Life Adventures, Les Secrets de la vie (1956)[17]
- Secrets of the Underwater World (septembre 1960), sur le monde sous-marins, comprend des extraits d'un épisode de True-Life Adventures, Les Secrets de la vie[17]

### 1961
- Donald et la Roue (Donald and the Wheel)
- Donald et l'Écologie (The Litterbug)

### 1962
- A Storm Called Maria
- You and Your Sense of Smell and Taste (septembre 1962, mis à jour en mars 1990) réalisé pour l'émission Mickey Mouse Club puis distribué au format 16 mm dans les écoles. Jiminy Cricket explique le fonctionnement du goût et de l'odorat[15]
- You and Your Sense of Touch (septembre 1962, mis à jour en mars 1990) réalisé pour l'émission Mickey Mouse Club puis distribué au format 16 mm dans les écoles. Jiminy Cricket explique le fonctionnement du toucher[15]

### 1964
- Four Artists Paint One Tree

### 1965
- Freewayphobia No. 1
- Donald's Fire Survival Plan
- Goofy's Freeway Troubles

### 1966
- One Day at Teton Marsh

### 1967
• Picsou banquier "introduction à la Finance"
- Family Planning (décembre 1967) explique que le « but du planning familial n'est pas la restriction mais l'enrichissement de la vie»[18]
- The Ceramic Mural

### 1968
- Of Cats and Men (avril 1968) sur l'histoire des chats depuis l'Égypte[19]
- The Wild Dog Family - The Coyote (avril 1968) sur le coyote[20]
- The Wild Cat Family - The Cougar (mai 1968) sur le puma[21]
- The Weasel Family (mai 1968) sur différents animaux, les belettes et espèces apparentées[22]
- Triangle of Health
- The Deer Family
- Of Horses and Men (août 1968) sur l'histoire des chevaux depuis l'Antiquité[19]
- Upjohn's Triangle of Health :
  - Steps Towards Maturity Health (juin 1968) sur la santé de la naissance à l'adolescence[23].
  - Understanding Stresses and Strains (juin 1968) sur l'usage du bon sens pour réduire les sources de stress[24].

### 1969
- UpJohn's Triangle of Health série réalisée pour la UpJohn Corporation
  - Physical Fitness and Good Health (août 1969), sur les exercices, le repos et l'alimentation pour la santé[25]
  - Social Side of Health (août 1969), sur la manière de vivre avec les autres tout en gardant sa personnalité[26]
- What Should I Do? - The Fight (août 1969), méthode pacifique de résolution de problème[27]
- What Should I Do? - The Game (décembre 1969), méthode pour suivre les règles et ne pas vouloir avoir de traitement de faveur[28]

## Années 1970

### 1970
- What Should I Do?:  The New Girl (mars 1970), sur l'acceptation des différences[29]
- What Should I Do?:  Lunch Money (juillet 1970), sur la nécessité de l'honnêteté dans les rapports avec autrui[30]
- What Should I Do?: The Projet (décembre 1970), sur la nécessité de la coopération[31]
- The Bear Family
- The Beasts of Burden Family

### 1971
- Room for Heroes (août 1971), sur les héros de la nation américaine[32]
- Teeth are for Chewing (septembre 1971), sur les dents[33]
- Get the Message (décembre 1971), développe l'histoire et l'importance des communications pour l'humanité[34]

### 1972
- Leonardo Da Vinci: First Man of the Renaissance sur le génie et les inventions de Léonard de Vinci produit par Anthony Corso[35]
- The Magic Whistle, produit par Dave Bell, sur l'imagination d'un jeune garçon qui redonne la magie à une flute enchantée[36]
- Mrs. Peabody's Beach, produit par Dave Bell, sur un adolescent utilisant sa passion du surf pour monter une entreprise[37]
- History Alive!, série éducative de cinq courts métrages sur l'histoire américaine produite par Turnley Walker[3]
  - Democracy - Equality or Privilege?, montre la mésentente entre Thomas Jefferson et Alexander Hamilton dans les années 1790 au sujet de la gestion d'un gouvernement[38]
  - Impeachment of a President, sur la mise en accusation de Andrew Johnson par Thaddeus Stevens[39]
  - The Right of Dissent, sur la confrontation entre John Adams et Matthew Lyon en 1798][40]
  - The Right of Petition, sur John Quincy Adams et Thomas Marshall s'affrontent sur une proposition de loi limitant les pétitions antiesclavagistes[40].
  - State's Rights sur l'opposition entre Andrew Jackson et son John Caldwell Calhoun à propos des tarifs douaniers de 1832[41]
- The Great Search - Man's Need for Power and Energy (juillet 1972), présente la recherche perpétuelle de l'homme en énergie[42]

### 1973
- VD Attack Plan (janvier 1973) sur les dangers des maladies vénériennes, réalisé par Les Clark et narré par Keenan Wynn[43].
- How Alaska Joined the World
- Alaska's Bush Pilot Heritage
- The Alaskan Gold Rush
- Henry O. Tanner: Pioneer American Black Artist
- John Muir: Father of Our National Parks (septembre 1973, produit par Anthony Corsos) sur l'histoire romancée de John Muir[44]
- Nature's Wild Heart (novembre 1973) sur deux enfants de la ville passant leurs vacances d'été dans la nature sauvage canadienne[45].

### 1974
- Magic and Music
- Sequoyah (septembre 1974), produit par Anthnoy Corso, sur le forgeron Cherokee qui créa une écriture pour les langues indiennes[17].

### 1975
- If the Fergi Fits, Wear It (Or Turning T-Shirts Into Profit) (septembre 1975, produit par Dave Bell) montre les étapes pour monter une entreprise de T-shirt[46]
- Barbara: Inside Out
- History of Animation (octobre 1975, 21 min), extrait d'une émission de télévision où Walt Disney présente l'histoire de l'animation[3]
- A Day in Nature's Community
- Alcoholism: Who Gets Hurt? (octobre 1975) film de la série Questions!/Answers?, Un enfant est confronté à l'alcoolisme de ses parents. Comprend des extraits de Demain des hommes (Follow Me, Boys!)[47]
- Love and Duty: Which Comess First? (octobre 1975) film de la série Questions!/Answers?, sur la notion de loyauté, du devoir et de l'amour. Comprend des extraits de Fidèle Vagabond[48]
- Responsability: What are its Limits? (octobre 1975) film de la série Questions!/Answers?, sur la responsabilité personnelle[49]
- Stepparents: Where Is the Love? (octobre 1975) film de la série Questions!/Answers?, sur les familles adoptives[23]

### 1976
- Creative Film Adventures No. 1 (juillet 1976), film pour développer l'usage de l'écriture comme moyen de s'exprimer. Utilise des extraits de One Day on Beetle Rock (épisode de Disneyland), Les Trois Caballeros et Mars and Beyond[50]
- Creative Film Adventures No. 2 (juillet 1976), film pour développer l'imagination des enfants. Utilise des extraits de Au pays des étoiles, Perri et Clair de lune[50]
- Death: How Can You Live with It? (juillet 1976), un garçon apprend à accepter la mort de son grand-père. Série Questions!/Answers?. Comprend des extraits de Napoléon et Samantha[51]
- Filming Nature's Mysteries (juillet 1976), montre le tournage et la production d'un documentaire animalier[27]
- Your Carrer: Your Decision? (juillet 1976), une fille souhaite être une ballerine contre l'avis de sa mère. Série Questions!/Answers?. Comprend des extraits de Ballerina[52]
- The Reunion (septembre 1976), produit par Glenn Johnson Prods sur 6 diplômés et leurs carrières 10 ans plus tard[53].
- Prejudice: Hatred and Ignorance film de la série Questions!/Answers?, un jeune essaye de réparer un préjudice. Comprend des extraits de Lueur dans la forêt[54]

### 1977
- Fergi Goes Inc.
- Fergi Diversifies
- The People on Market Street, série de sept courts métrages produits par Terry Kahn pour illustrer les concepts économiques de coût, sortie en septembre 1977[4]
  - Cost (septembre 1977), sur l'organisation d'une fête[55].
  - Demand (septembre 1977), une scène à une pompe à essence[38].
  - Market Clearing Price (septembre 1977), dans une boucherie sur les concepts d'inventaire et de surplus[56].
  - Property Rights and Pollution (septembre 1977), avec le vol d'une bicyclette[31]
  - Scarcity and Planning (septembre 1977), sur la visite d'une homme et d'une femme dans une clinique[57].
  - Supply (septembre 1977), avec une ferme de fourmis pour démontrer l'influence de l'approvisionnement[58]
  - Wages and Production (septembre 1977), sur un atelier de fournitures scolaires[59].

### 1978
- Bambi: A Lesson in Perseverance (septembre 1978), explique la notion de persévérance au travers d'une jeune fille faisant ses premières tentatives à vélo[60], tiré de Bambi (1942)
- Lady and the Tramp: A Lesson in Sharing Attention (septembre 1978), traite de l'importance de partager l'attention par exemple à l'arrivée d'un nourrisson[61], tiré de La Belle et le Clochard (1955)
- Pinocchio: A Lesson in Honesty (septembre 1978), traite du mensonge[62], tiré de Pinocchio (1940)
- Snow White: A Lesson in Cooperation (septembre 1978), traite des bénéfices des actions en coopération, même dans les chœurs[63], tiré de Blanche-Neige et les Sept Nains (1937)
- Tricks of Our Trade
- Fergi Meets the Challenge
- Eyewitness to History (septembre 1978), série de trois films abordant les faits du siècle au travers d'archives de journaux cinématographiques[5].
  - The Events
  - The Lifestyles
  - The People

### 1979
- The Truly Exceptional (septembre 1979), série de trois films sur des personnes d'exceptions[64]
  - The Truly Exceptional: Carol Johnston sur la gymnaste Carol Johnston, ayant perdu un bras
  - The Truly Exceptional: Dan Haley sur un jeune garçon de 16 ans aveugle
  - The Truly Exceptional: Tom and Virl Osmond sur les deux frères Osmond, sourds de naissance mais fondateurs de la société Osmond Entertainment.
- The Restless Sea
- Incident at Hawk's Hill (septembre 1979), extrait de The Boy Who Talked to Badgers[65]
- Understanding Alcohol Use and Abuse (septembre 1979) sur les dangers de l'alcool, Série Upjohn's Triangle of Health[24].
- The National Student Test (septembre 1979), série de courts métrages sur la sécurité de manière humoristique[6]
  - The National Student First Aid Test, sur les premiers secours
  - The National Student Fire Safety Test, sur les incendies
  - The National Student Recreational Safety Test, durant les loisirs
  - The National Student School Safety Test, à l'école
  - The National Student Traffic Safety Test, dans la rue

## Années 1980

### 1980
- Foods and Fun: A Nutrition Adventure (septembre 1980), présente l'importance d'une bonne nutrition[66]
- Fit to be You (septembre 1980), trois films sur le fitness[7]
  - Fit to be You: Flexibility and Body Composition (septembre 1980), sur la répartition muscles/graisse du corps et l'importance des exercices corporelles[7]
  - Fit to be You: Heart and Lungs (septembre 1980), sur le fonctionnement du cœur et des poumons et l'importance des exercices corporelles[8]
  - Fit to be You: Muscles (septembre 1980), sur l'importance de développer des muscles et son endurance[8]
- Rick, You're In: A Story About Mainstreaming (septembre 1980, produit par Dave Bell), sur un jeune garçon en chaise roulante allant au lycée[67]
- The Atom: A Closer Look

### 1981
- The Nick Price Story of Non-Manipulative Selling
  - A Better Way to Go: An Introduction to Non-Manipulative Selling
  - The Danbury Secret of Flexible Behavior
  - The Voice: Questions That Help You Sell (février 1981) sur l'importance de la communication avec les clients[68]
- Smoking: The Choice is Yours (septembre 1981), produit par John Ewing pour Reynolds Film Export sur l'influence des camarades et de l'image de sois au moment de commencer à fumer[63].
- The Danbury Secret of Flexible Behavior (février 1981), sur la flexibilité de comportement entre un vendeur et un client[69]
- The Cookie Kid (septembre 1981, pour Glynn Group), sur les techniques de ventes et les objectifs personnels de la recordwoman de vente de biscuit[70].
- Comets: Time Capsules of the Solar System (septembre 1981), explique le rôle des comètes dans l'étude du système solaire[71].
- Reaching Out: A Story About Mainstreaming (septembre 1981, produit par Dave Bell), sur le combat pour se faire accepter de Marie, une jeune élève ayant de multiples handicaps[72].
- Cinderella: A Lesson in Compromise (septembre 1981) expliquant que tenter d'avoir plus que nécessaire provoque des problèmes[73], tiré de Cendrillon (1950)
- The Fox and the Hound: A Lesson in Being Careful (septembre 1981), explique l'importance de prendre en compte les avertissements[74], tiré de Rox et Rouky (1981)
- The Jungle Book: A Lesson in Accepting Change (septembre 1981), explique les façons de faire face aux changements d'amis ou d'environnements[75], tiré du Le Livre de la jungle (1967)
- 101 Dalmatians: A Lesson in Self-Assertion (septembre 1981), sur l'imposition de ses souhaits[76], tiré de Les 101 Dalmatiens (1961)
- Winnie the Pooh discovers the Seasons[77]. C'est le premier film dont la voix originale de Winnie l'ourson est prêtée par Hal Smith à la suite du décès de Sebastian Cabot[78].

### 1982
- Fitness for Living: (septembre 1982), série de trois films sur le fitness[8]
  - How to Get Fit, guide pour que les étudiants garde la forme[79]
  - Measuring Up, explication des mesures dans le fitness[80]
  - What is Physical Fitness? explication des effets du sport sur le corps[2]
- Get it Right: Following Directions With Goofy (septembre 1982), Dingo explique en quoi les directions visuelles, orales et écrites sont si importantes[81].
- America Works...America Sings
- Close Up on the Planets (septembre 1982) film en animation de synthèse avec des images de la NASA sur la place de la Terre dans le système solaire[82].
- Speaking of Weathers (septembre 1982) sur les notions de météorologie[83]
- Buyer Be Wise
- The Energy Savers
- Computers: The Friendly Invasion (septembre 1982) expliquant l'utilisation des ordinateurs aux étudiants[84]

### 1983
- Fun to Be Fit (mars 1983), série sur la santé par le sport[9]
  - Getting Physically Fit, présente un programme de fitness[34]
  - Physical Fitness, sur l'intérêt du fitness[25]
  - Why Be Physically Fit?, sur le gain d'énergie et la gestion du stress par l'effort[85]
- The Time Travellers' Guide to Energy (septembre 1983), un enfant du futur efface les données sur les energies du XXe siècle de son ordinateur et demande de l'aide à un enfant de ce siècle pour reconstituer les données[86]
- Jiminy Crickett, p. S. (Problem Solver)
- Futurework ou Future Work (septembre 1983), sur les nouveaux métiers liés à la haute technologie[87]
- A Goofy Look at Valentine's Day (septembre 1983), Dingo apprend la signification de la Saint-Valentin[88]
- Skills for a New Technology: What a Kid Needs to Know Today (septembre 1983):
  - Basic Communication Skills
  - Living With Change un gardien apprend que le changement peut apporter des bénéfices[89]
  - Living With Computers un gardien apprend les applications de l'informatique[89]
- Disney's Haunted Halloween (septembre 1983), Dingo explique les origines d'Halloween[90]
- Disney's Wonderful World of Winter (septembre 1983), Dingo et l'homme des neiges expliquent les traditions de Noël[91]
- Decision Making: Critical Thought in Action (septembre 1983), des situations quotidiennes sont prises comme exemple apprendre le processus de prise de décision[92]
- Computers: The Truth of the Matter (octobre 1983) présentation de l'informatique[84].

### 1984
- Fitness and Me, (mars 1984) série de trois films sur le fitness[8]
  - Fitness and Me: How to Exercise, un dragon et un chevalier sont utilisés pour montrer les bienfaits d'un programme de remise en forme[79]
  - Fitness and Me: What is Fitness Exercise? avec une bonne fée expliquant les bienfaits des exercices physiques à un chevalier[93]
  - Fitness and Me: Why Exercise? sur deux chevaliers expliquant à des jeunes les bienfaits des exercices sur leurs corps[21]
- Ethics in the Computer Age (août 1984) sur le piratage de logiciel et d'ordinateurs[94]
- EPCOT Advanced Information System (août 1984) sur le développement d'un système de réservation et information hôtelière centralisé, le WorldKey Information System[95], mis en place dans le complexe de Walt Disney World Resort.
- Energy in Physics (août 1984) explique la Loi de conservation[96]
- Harold and His Amazing Green Plants (août 1984) leçon de botanique pour les plus jeunes[97]
- Lights! Camera! Fractions! (août 1984) sur les mathématiques, en animation en volume avec de l'argile[94]
- Now I Can Tell You My Secret (août 1984) sur la manière de dire non au avances à caractères sexuels[98]
- Child Molestation: Breaking the Silence
- The Challenge of Survival
  - The Challenge of Survival: Chemicals
  - The Challenge of Survival: Land
  - The Challenge of Survival: Water
- Destination : série sur les innovations et le futur (septembre 1984)[11]
  - Destination: Careers, définition des compétences liées à certains emplois et les futurs métiers associés
  - Destination: Communications, histoire des communications et impact des technologies communicantes
  - Destination: Excellence, destiné aux éducateurs pour motiver les étudiants en montrant leurs avenirs grâce des spécialistes de leurs domaines d'études
  - Destination: Science, explication des applications la science au-delà des laboratoires.

### 1985
- Too Smart for Strangers, with Winnie the Pooh (juin 1985) pour les enfants et sur les notions économiques basiques[99]
- Economics By Choice (septembre 1985) pour les enfants et sur les notions économiques basiques[100]
- Expectations - A Story About Stress (septembre 1985) pour expliquer et apprendre aux préadolescents à gérer le stress[101]
- On Your Own (septembre 1985) sur la sécurité des enfants laissés selon à la maison[102]
- Flight!
- Decimals: What's the Point (septembre 1985), la musique est utilisée pour appréhender les décimales[92]
- Before It's Too Late - A Film on Teenage Suicide
- A Time to Tell: Teen Sexual Abuse (septembre 1985) sur les viols[86]
- Advice on Lice

### 1986
- Aids (septembre 1986, 18 min) sur le sida, mis à jour en 1987[103]
- Storms (mars 1986, 14 min) sur les tempêtes[104]
- Chemistry matters (septembre 1986, 17 min) sur les propriétés chimiques des mélanges et solutions[105]
- Earthquakes (septembre 1986, 15 min) sur les séismes[100]
- Hans Christian Andersen's The Ugly Duckling (septembre 1986, 13 min) : Walt Disney présente l'histoire du Vilain Petit Canard de Hans Christian Andersen suivi par la Silly Symphony adaptant l'histoire Le Vilain Petit Canard (1939)[106]
- Learning with Film and Video (septembre 1986, 15 min) sur l'importance de la vidéo dans l'apprentissage[107]
- Pooh's Great School Bus Adventure (septembre 1986) sur les règles de sécurité dans les bus scolaire[108]
- Smokeless Tobacco: The Sean Marsee Story (septembre 1986) sur le danger du chiqué[63]
- Using Simple Machines (septembre 1986, 14 min) sur" les concepts de mouvement en physique[109]

### 1987
- Crack: The Big Lie (février 1987) film de prévention contre le crack[110]
- Aids: What Do We Tell Our Children (août 1987, 20 min) sur le sida, mis à jour du film de 1986[103]
- Goofy's Hygiene Game (août 1987) Dingo présente les bons usages de hygiènes (bains, dents, poussière, etc.)[12]
- The Children of Japan: Learning the New, Remembering the Old (septembre 1987, 21 min) découverte de la culture japonaise au travers de lettres de correspondants[111]. Série EPCOT Educationnal Media Collection
- Courtesy is Caring (septembre 1987, 6 min) sur le rôle de la courtoisie au quotidien et en amitié[112].
- The Fire Station (septembre 1987, 12 min) Mickey Mouse découvre les différentes parties d'une caserne de pompiers[113]. Série Mickey's Field Trips
- The Hospital (septembre 1987, 10 min) Mickey Mouse découvre les différentes parties d'un hôpital[113]. Série Mickey's Field Trips
- The Police Station (septembre 1987, 11 min) Mickey Mouse découvre les différentes parties d'un commissariat[114]. Série Mickey's Field Trips
- Time for table Manners (septembre 1987, 6 min) sur les bonnes manières à table[86].

### 1988
- Choices: A Story About Staying in School (août 1988, 27 min) deux collégiens discutent du choix entre l'abandon ou la poursuite des études[115].
- Disney's Animated Alphabet (août 1988, 13 min) les lettres de l'alphabet prennent vie[116].
- School Hero (août 1988, 20 min) sur l'importance de rester à l'école[117]. Série EPCOT Educationnal Media Collection
- Do Dragons Dreams? (septembre 1988, 15 min) le personnage de Figment présente l'imagination aux enfants[118]. Série EPCOT Educationnal Media Collection
- How Does It Feel to Be an Elelphant? (septembre 1988) présente les compétences de comparaison, contraste, observation et interprétation[119]. Série EPCOT Educationnal Media Collection
- How Does It Feel to Fly? (septembre 1988, 14 min) présente les compétences nécessaires à la faculté de voler[119]. Série EPCOT Educationnal Media Collection
- How Does Sound Sound? (septembre 1988, 13 min) présente les langages et sons autour de nous[119]. Série EPCOT Educationnal Media Collection
- Mickey Mouse; Safety Belt Expert (septembre 1988, 16 min) pour inciter les jeunes étudiants à accrocher leurs ceintures de sécurité[120].
- The Children of the Soviet Union (septembre 1988, 22 min) découverte du style de vie d'une jeune mexicaine au travers d'une lettre à un correspondant américain[111]. Série EPCOT Educationnal Media Collection
- The Living Seas (septembre 1988, 17 min) découverte du pavillon The Living Seas à Epcot[89]. Série EPCOT Educationnal Media Collection
- DARE to say "No" (septembre 1988, 16 min) premier film d'une série, à destination des adolescents, pour la prévention contre la drogue, initiée dans la EPCOT Educationnal Media Collection[13].
- The Jamie Fort Story (A Story About Self-Esteem) (septembre 1988, 30 min) montre la force de la détermination et de l'attitude positive chez une brulée[121].
- Johnson Space Center (septembre 1988, 18 min) visite guidée du centre spatial Lyndon B. Johnson[122].
- San Diego Zoo (septembre 1988, 16 min) visite guidée du zoo de San Diego[123].
- What Can You See by Looking? (septembre 1988, 15 min) sur les jeux de l'esprit, puzzles, anagrammes[93]. Série EPCOT Educationnal Media Collection.
- Whould You Eat a Blue Potato? (septembre 1988, 15 min) sur l'existence des couleurs et leurs significations[124]. Série EPCOT Educationnal Media Collection.
- Disney's Countdown (novembre 1988, 12 min) pour apprendre les chiffres en s'amusant[116].

### 1989
- Computers: Where They Come From and How They Work (avril 1989, 9 min) histoire de l'informatique et des microprocesseurs[84].
- The Children of Mexico (20 avril 1989, 26 min) découverte de l'histoire et de la culture soviétique au travers des yeux d'un étudiant de Leningrad[111]. Série EPCOT Educationnal Media Collection
- Like Jake and Me (9 mai 1989, 15 min) sur l'entraide transformant des inconnus en amis[94].
- The Writing Process: A Concersation with Mavis Jukes (3 juillet 1989, 20 min) sur l'écriture[124]
- The United Nations (27 juillet 1989, 16 min) sur une visite du siège des Nations unies à New York, Série Mickey's Field Trips[125].
- Writing Magic: With Figment and Alice in Wonderland (août 1989, 16 min) sur l'écriture[124]
- Goofy's Field Trips (août 1989), série de trois films sur les loisirs de Dingo[12]
  - Goofy's Field Trips: Ships (7 août 1989, 15 min) Dingo escorte deux enfants dans un navire de croisière[126]
  - Goofy's Field Trips: Trains (10 août 1989, 14 min) Dingo montre à deux enfants l'envers de décor des trains[127]
  - Goofy's Field Trips: Planes (18 août 1989, 15 min) Dingo montre à deux enfants l'envers du décor d'un aéroport[128]
- Reading Magic with Figment and Peter Pan (août 1989, 16 min), Figment et Wendy tentent de convaincre Peter Pan des bienfaits de la lecture[72]. Série EPCOT Educationnal Media Collection
- The Constitution: A History of Our Future (septembre 1989, 21 min) sur l'importance de la Constitution des États-Unis[129].
- Halloween Surprises (septembre 1989, 13 min) sur les règles de sécurité pour Halloween[130]. Série Mickey's Safety Club.
- Making Friends (septembre 1989, 8 min) musiques sur l'amitié[131]. Série Songs for Us.
- Sharing and Cooperation (septembre 1989, 8 min) musiques sur le partage et la coopération[132]. Série Songs for Us.
- Playground Fun (septembre 1989, 20 min) avec Riri, Fifi et Loulou sur les méthodes pour s'amuser sans danger. Série Mickey's Safety Club[133]
- Think It Through with Winnie the Pooh
  - One and Only You (septembre 1989, 14 min) sur la bonne image de soi[134]
  - Responsible Persons (septembre 1989, 14 min) sur la responsabilité et les compétences de chacun[49]
- Street Safe, Street Smart (septembre 1989, 13 min) sur la sécurité routière[135]. Série Mickey's Safety Club
- A Gift of Time: Pediatric AIDS (octobre 1989, 18 min) sur les traitements contre les drogues[136]. Série EPCOT Educationnal Media Collection
- Teenage Substance Abuse: On Open Forum with John Callahan (novembre 1989, 23 min) sur l'expérience d'un ancien alcoolique[33]
- What to Do at Home (septembre 1989, 16 min) sur la sécurité dans une maison[2]. Série Mickey's Safety Club.
- What's an Abra Without a Cadabra (septembre 1989, 15 min) sur les homonymes, antonymes et synonymes[2]. Série EPCOT Educationnal Media Collection.

## Années 1990

### 1990
- The Bone and Muscle Get Rhythm (26 janvier 1990, 11 min) expliquant les mouvements des os et des muscles durant la danse[137]. Série Wonders of Life
- The Brain and the Nervous System Think Science (26 janvier 1990, 11 min) expliquant le cerveau et le système nerveux durant une réflexion[138]. Série Wonders of Life
- The Heart and Lungs Play Ball (26 janvier 1990, 11 min) explication du système respiratoire avec pour exemple un joueur de football[139]. Série Wonders of Life
- Goofy's Office Safety Championship (30 avril 1990, 12 min) Dingo présente les bons usages de sécurité dans un bureau[12]
- Goofy's Plant Safety Championship (30 avril 1990, 13 min) Dingo présente les bons usages de sécurité dans une usine[12]
- Rachel and Marla (5 juillet 1990, 24 min) deux jeunes filles sont confrontés à des abus physiques et émotionnels[140]
- Voices on the Road Back: A Program About Drugs (octobre 1990, 15 min) sur des jeunes ayant pris de la drogue très jeune[68]
- The Great Quake Hazard Hunt (18 octobre 1990) Tic et Tac montrent aux enfants comment se préparer aux séismes[42]
- If I'm Lyin'... i'm Dyin' (A Program About Smoking) (novembre 1990, 17 min) sur les méfaits du tabagisme[46]
- Who owns the Sun? (14 août 1990, 18 min) sur un fils d'esclave dans une plantation apprenant les notions de préjudice, de liberté et de respect de soi[85]
- Winnie the pooh's ABC of Me (18 janvier 1990, 12 min)sur l'apprentissage du langage[141] avec Winnie l'ourson

### 1991
- Climbing High (janvier 1991, 25 min) un adolescent pressé par ses amis de tester de la marijuana, s'aperçoit que l'escalade lui procure plus de sensation[142].
- Goofy over Dental Health (janvier 1991, 13 min) Dingo laisse une brosse à dents magique à un petit garçon qui a oublié de se laver les dents[88]
- Goofy over Health (janvier 1991, 11 min) un garçon de 8 ans lit le dossier médical de Dingo et découvre que sa fatigue est dû à une mauvaise hygiène de vie[88]
- Fitness Fun with Goofy (mars 1991, 19 min), une séance complète d'exercices physiques illustrée par des animations extraites des courts métrages sportifs de Dingo des années 1950 et 1960[8].
- Return to Sender (mars 1991, 13 min), une jeune fille apprend les problèmes générés par les déchets d'ordure en dehors des lieux prévus pour[143]
- DARE to Care: A program for Parents (avril 1991, 18 min) film d'une série pour la prévention contre la drogue, à destination des adolescents. Ce film est destiné aux parents. Une version allongée à 28 min a été éditée en vidéo en octobre 1992[13].
- Zort Sorts (mai 1991, 16 min), un extraterrestre Zort arrive sur Terre pour apprendre le tri des ordures[144]
- Drawing Conclusions (août 1991, 19 min) malgré les avis décourageants de sa mère et de ses amis, une jeune fille tente un concours scolaire de dessin[145]
- Everything You Wanted to Know About Puberty ... for Boys (août 1991, 16 min) pour expliquer la puberté, version masculine[101]
- Everything You Wanted to Know About Puberty ... for Girls (août 1991, 13 min) pour expliquer la puberté, version féminine[101]
- It's not My fault (août 1991, 18 min) un garçon de 11 ans apprend à exprimer ses propres sentiments au lieu de sa colère[146]
- Rescue Rangers Fire Safety Adventure (août 1991, 14 min), Tic et Tac doivent déjouer les débuts d'incendies créés par Catox (Fat Cat) dans la caserne des pompiers et la banque voisine[147]. Inspiré de la série Tic et Tac, les rangers du risque
- What's Worng with This Picture (août 1991, 19 min), sur les problèlmes de comportements d'un jeune en d'une mésestime de lui-même[2].

### 1992
- Loaded Weapon (février 1992, 22 min) sur la combinaison mortelle de l'alcool et de la conduite tuant ici une jeune collégienne[148]
- Aids: You've Got to Do Something (juin 1992, 19 min) sur le sida[103]
- No Big Deal (juin 1992, 20 min) sur les méfaits des inhalations de solvants[149]
- What Should I Do? (août 1992, 8 min chacun) six cinq courts métrages dont des mises à jour de la série réalisée en 1969-1970[2] :
  - What Should I Do?: The baseball Card sur le vol d'une carte de baseball et les mensonges du voleur
  - What Should I Do?: The Fight sur une bagarre après la crevaison d'un ballon, diffère de la version de 1969
  - What Should I Do?: The Game sur une fille en sur-poids cherchant à s'intégrer, diffère de la version de 1970
  - What Should I Do?: The lunch Group sur une fillette d'Amérique centrale devenue à cause de sa différence la risée d'un groupe d'étudiants
  - What Should I Do?: The Mural trois jeunes élèves artistes peignant une fresque et se moquant d'un fan d'informatique.
  - What Should I Do?: The Play sur une jeune handicapée en fauteuil roulant.
- DARE to be Aware: Matt's Story (novembre 1992, 11 min) un film de prévention contre la drogue avec Matt un jeune adolescent arrêté pour conduite sous l'emprise de l'alcool[13].
- DARE to be Aware: Michael's Story (novembre 1992, 12 min) un film de prévention contre la drogue avec deux jeunes adolescents qui, devant de l'argent à un dealer, tentent de voler[13].
- Out of Control (novembre 1992, 17 min) sur un garçon violent perdant son sang froid et détruisant un camping, mais qui trouve un autre moyen, plus créatif de conjurer ses angoisses[150]
- Triangle of Health (novembre 1992) quatre films[1]
  - Keeping the Balance (11 min) sur une fille qui s'impose lors d'un stage que des activités sportives au point d'en tomber malade
  - Moving On (11 min) sur la dépression d'un garçon apprenant son déménagement
  - Personnal Challenge (10 min) sur un entrainement d'athlétisme lors d'un stage
  - True Friends (10 min) sur une jeune athlète hongroise en camp de vacances aux États-Unis qui se sent rejetée.
- Consider the Alternatives (décembre 1992, 20 min) sous la forme d'une succession d'interview, des jeunes sont confrontées à la prise de décision et le narrateur explique les cinq étapes nécessaire pour bien décider[129].

### 1993
- DARE to be Aware: Angela's Story (janvier 1993, 10 min) un film de prévention contre la drogue avec une couple d'adolescents dans Angela est menacée de rupture par son petit ami si elle ne prend pas de drogue[151].
- DARE to be Aware: Lauren's Story (décembre 1993, 14 min) un film de prévention contre la drogue avec Lauren une jeune adolescente qui fume des joints dans sa chambre pour lutter contre ses angoisses dont celles familiales[13].
- DARE to be Aware: Steve's Story (décembre 1993, 10 min) un film de prévention contre la drogue avec Steeve un jeune adolescent qui arrive ivre et violent à la fête de sa petite amie Rachel[13].
- Recycle Rex (26 février 1993, 11 min), sur un groupe de dinosaures apprenant le recyclage[152]. Une version de 12 min a été diffusée à partir du 5 février 1993 en Californie[152].
- Sken Deep (4 octobre 1993, 11 min), sur la qualité de la nutrition[153].

### 1995
- Smoke Signals (janvier 1995, 18 min), sur les méfaits de la cigarette[63].
- Still Waters (janvier 1995, 26 min), sur les méfaits de l'alcool[154].
- Under the Gun (janvier 1995, 26 min), sur la violence des armes à feu coproduit avec le Center of Prevent Handgun Violence et sponsorisé par MetLife[24]